# Rysslands president
Ryska federationens president (ryska: Президент Российской Федерации/Prezident Rossijskoj Federatsii) är Rysslands statschef och landets allra högsta ämbete i både ceremoniell och realpolitisk betydelse.
Presidenten är högste befälhavare för Rysslands väpnade styrkor. Formellt delas den verkställande makten mellan presidenten och premiärministern (regeringens ordförande), men presidenten har i verkligheten den dominerade ställningen.
Vladimir Putin är Rysslands president sedan 2012 och Putin var det dessförinnan även från 2000 till 2008.

## Historik
Ämbetet bildades ursprungligen som Ryska SFSR:s president den 10 juli 1991, det vill säga bara några månader innan Sovjetunionen upplöstes, som resultat av presidentvalet i Ryska SFSR den 12 juni samma år. 
På grund av reformerna i början av 1991 överfördes merparten av maktbefogenheterna från Ryska SFSR:s högsta sovjets ordförande till det nyskapade presidentämbetet. Augustikuppen 1991 och den ryska författningskrisen 1993 ledde till att ämbetet stärktes och efter den senare upphävdes slutligen den gamla sovjetiska författningen i Ryssland varvid ämbetet fick sin nuvarande form.

## Roll och funktion
Presidenten är, enligt konstitutionen, landets statschef samt väktare och garant för konstitutionen. Presidenten har stora maktbefogenheter: vederbörande är ansvarig för upprätthållandet av landets suveränitet, självständighet och dess sammanhållning, liksom för statsadministrationens funktion och samarbete, beslutar om såväl inrikes- och utrikespolitik, belönar med statliga utnämningar, utmärkelser och kan bevilja benådningar.
Presidenten har det högsta befälet över Rysslands väpnade styrkor och det är presidenten som beslutar om användning av Rysslands strategiska och taktiska kärnvapen.
Presidenten utser Rysslands premiärminister med Statsdumans godkännande. Premiärministern är ordförande för regeringen som presidenten inte ingår i utan står ovanför.
Lagförslag antagna av Statsduman och Federationsrådet kan därefter stadfästas av presidenten, som också har vetorätt. Presidenten kan också utfärda förordningar och order (ukas).

## Val
Den som vill ställa upp i ett ryskt presidentval måste vara rysk medborgare och minst 35 år. Dessutom måste personen i fråga ha bott i Ryssland i minst 25 år (innan 2020 var det 10 år som krävdes).
Innan grundlagsändringar 2020 fick en rysk president inte ha fler än två sammanhängande perioder – vederbörande kunde alltså sitta i två perioder och sedan återkomma i ytterligare två, efter att någon annan varit president under en mandatperiod däremellan, detta mönster kunde upprepas hur många gånger som helst. 
Sedan konstitutionen ändrades 2020 är det inte längre möjligt att sitta som president längre än totalt två mandatperioder, däremot så innebar lagändringen att den första räknade mandatperioden påbörjas först efter valet 2024.

## Vakans
I händelse av vakans i ämbetet övertar Rysslands premiärminister rollen i enlighet med artikel 92 i konstitutionen som tillförordnad president. En tillförordnad president har inte befogenhet att upplösa Statsduman.

## Lista över Rysslands presidenter
| Nr | Period | Porträtt       | President(er)                               | Ämbetstid        | Ämbetstid                 | Politisk tillhörighet                      | Väljarstöd                                                                                              | Premiärminister                                                |
| -- | ------ | -------------- | ------------------------------------------- | ---------------- | ------------------------- | ------------------------------------------ | --- | -------------------------------------------------------------- |
| 1  | 1[a]   |                | Boris Jeltsin Борис Ельцин (1931–2007)      | 25 december 1991 | 9 augusti 1996            | Stöddes av Demokratiska partiet            | 57,30 % 45 552 041 röster 1991                                                                          | V. Tjernomyrdin S. Kirijenko J. Primakov S. Stepasjin V. Putin |
| 1  | 2      | 9 augusti 1996 | Boris Jeltsin Борис Ельцин (1931–2007)      | 31 december 1999 | Oberoende                 | 53,80 % 40 208 384 röster 1996             | | V. Tjernomyrdin S. Kirijenko J. Primakov S. Stepasjin V. Putin |
| 2  | Tf.    |                | Vladimir Putin Владимир Путин (f. 1952)     | 31 december 1999 | 7 maj 2000                | Oberoende                                  | Tillförordnad president under återstående tiden av Jeltsins mandatperiod i egenskap av premiärminister. | M. Kasianov M. Fradkov V. Zubkov                               |
| 2  | 3      | 7 maj 2000     | Vladimir Putin Владимир Путин (f. 1952)     | 7 maj 2004       | Oberoende                 | 52,94 % 39 740 467 röster 2000             | | M. Kasianov M. Fradkov V. Zubkov                               |
| 2  | 4      | 7 maj 2004     | Vladimir Putin Владимир Путин (f. 1952)     | 7 maj 2008       | Stöddes av Enade Ryssland | 71,31 % 49 565 238 röster 2004             | | M. Kasianov M. Fradkov V. Zubkov                               |
| 3  | 5      |                | Dmitrij Medvedev Дмитрий Медведев (f. 1965) | 7 maj 2008       | 7 maj 2012                | Stöddes av Enade Ryssland ↓ Enade Ryssland | 70,28 % 52 530 712 röster 2008                                                                          | V. Putin                                                       |
| 4  | 6      |                | Vladimir Putin Владимир Путин (f. 1952)     | 7 maj 2012       | 18 mars 2018              | Enade Ryssland                             | 63,60 % 46 602 075 röster 2012                                                                          | D. Medvedev M. Misjustin                                       |
| 4  | 7      | 18 mars 2018   | Vladimir Putin Владимир Путин (f. 1952)     | Nuvarande        | Stöddes av Enade Ryssland | 76,69 % 56 430 712 röster 2018             | | D. Medvedev M. Misjustin                                       |

## Bildgalleri

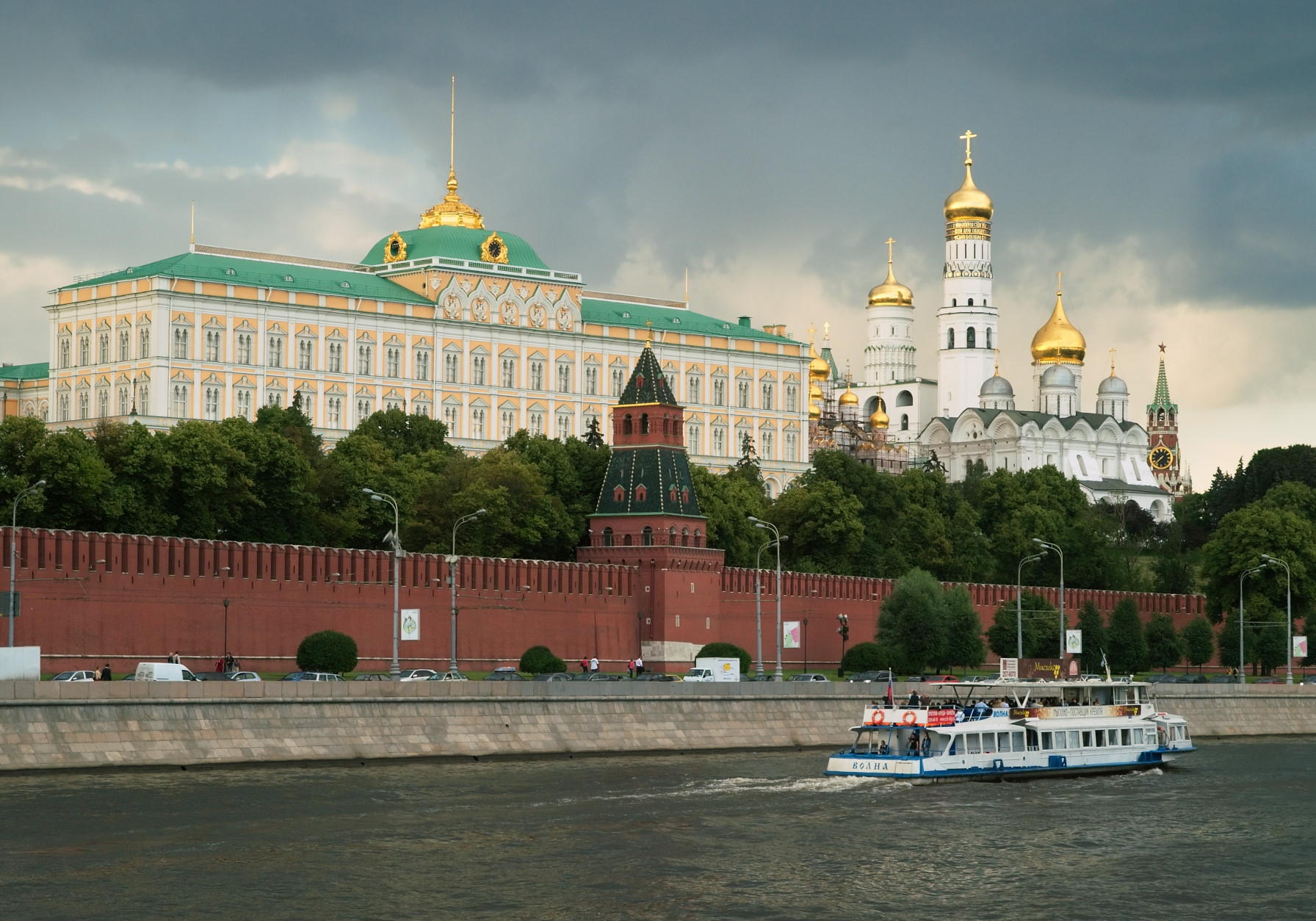
Exteriörvy av Stora Kremlpalatset, presidentens officiella residens, från Moskvafloden.
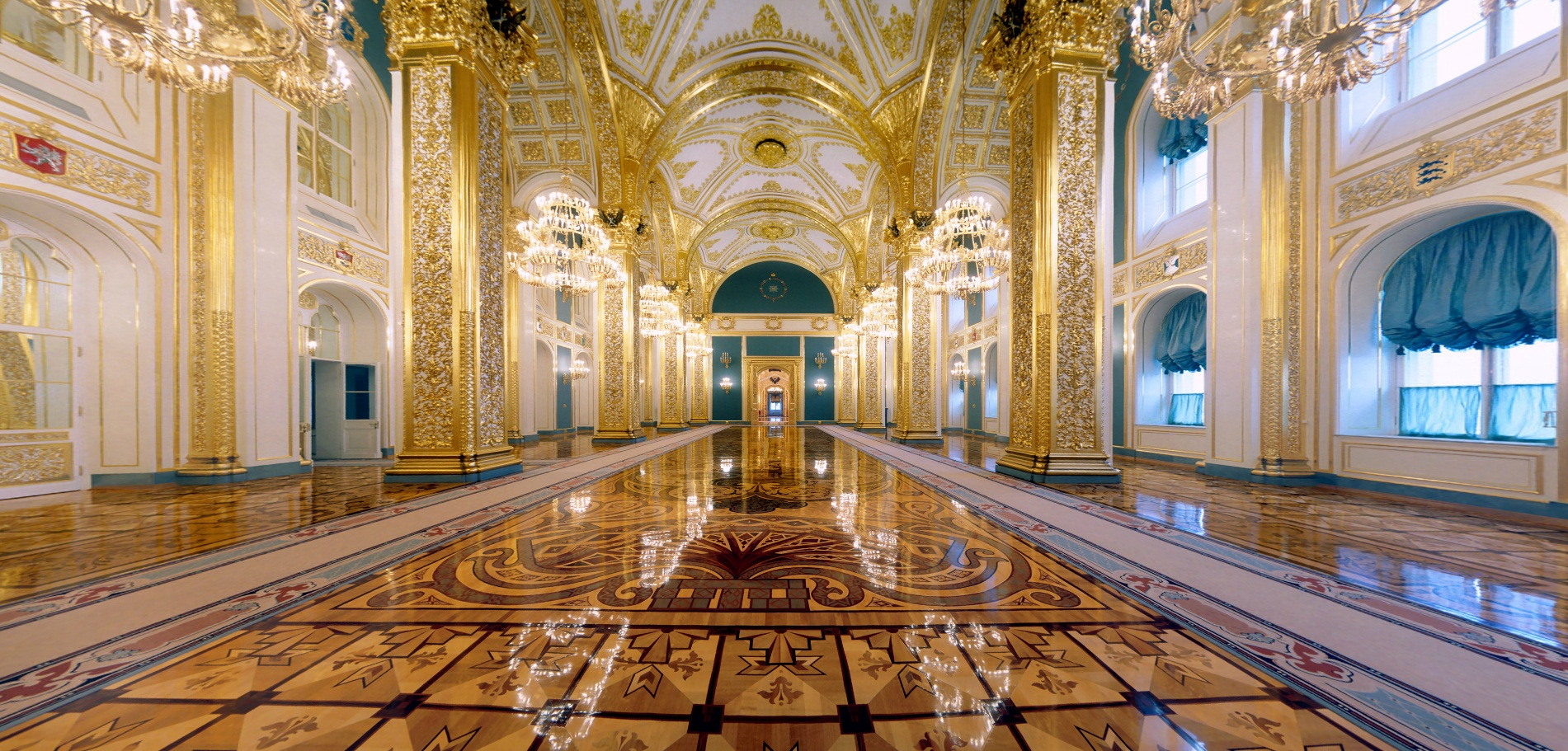
Sankt Andreas ordenssal i Stora Kremlpalatset, platsen där ryska presidentinstallationer äger rum.
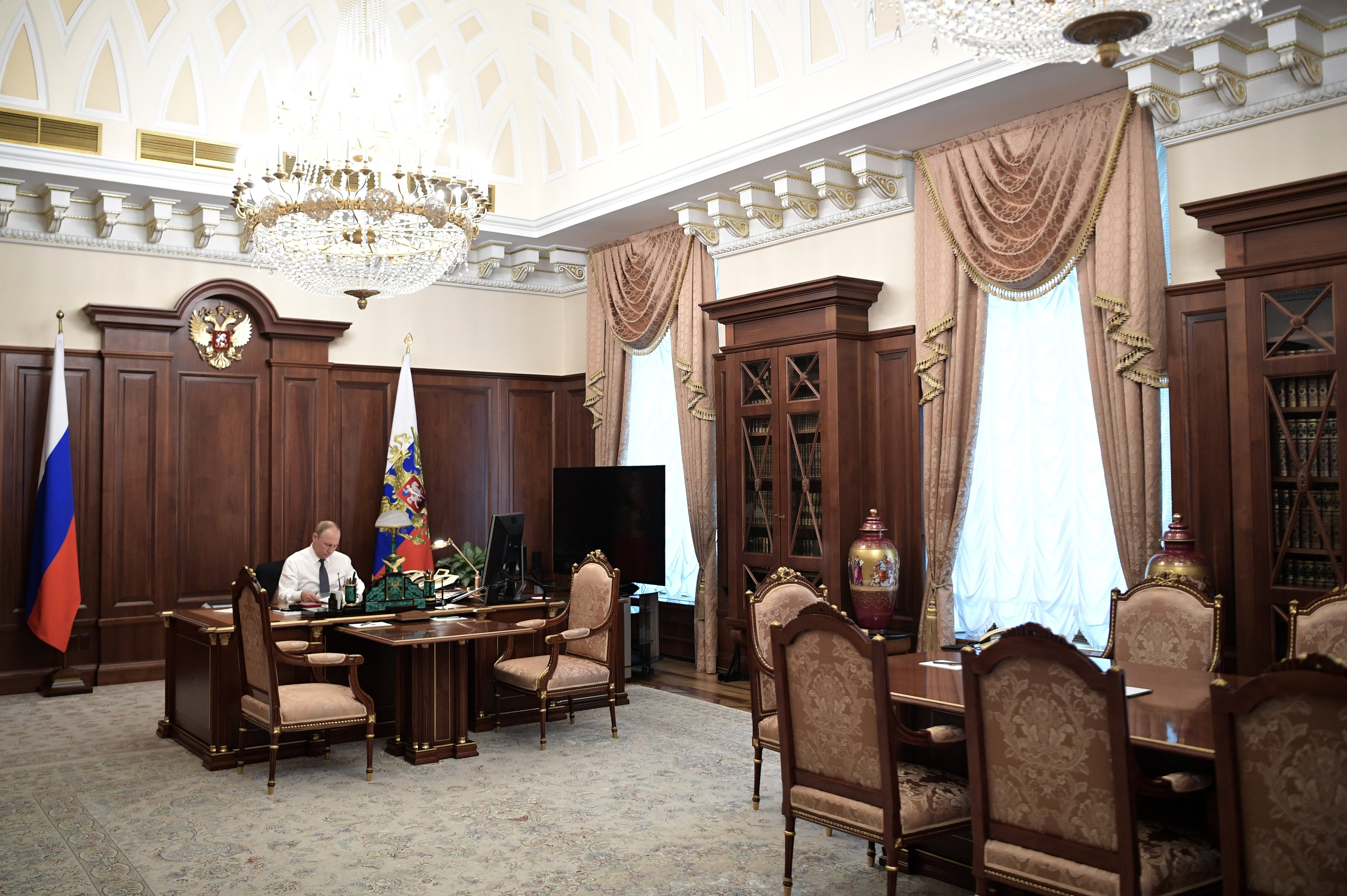
Putin i presidentens tjänsterum inne i senatspalatset, bild från 2018.
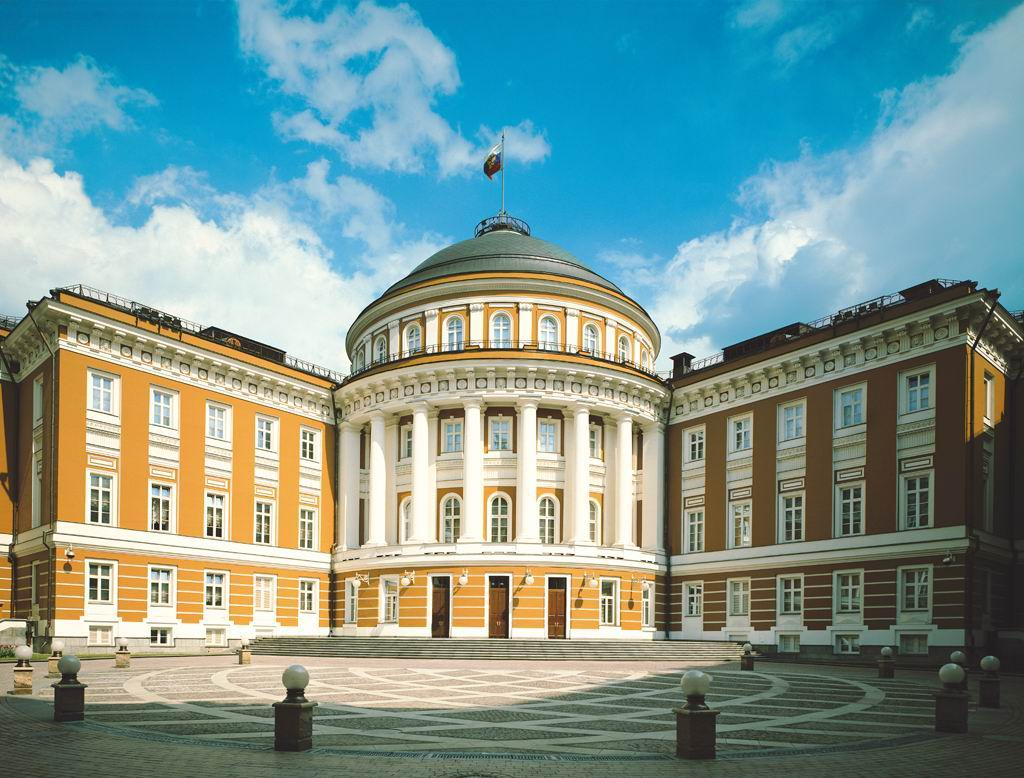
Exteriör för senatspalatset i Kreml.
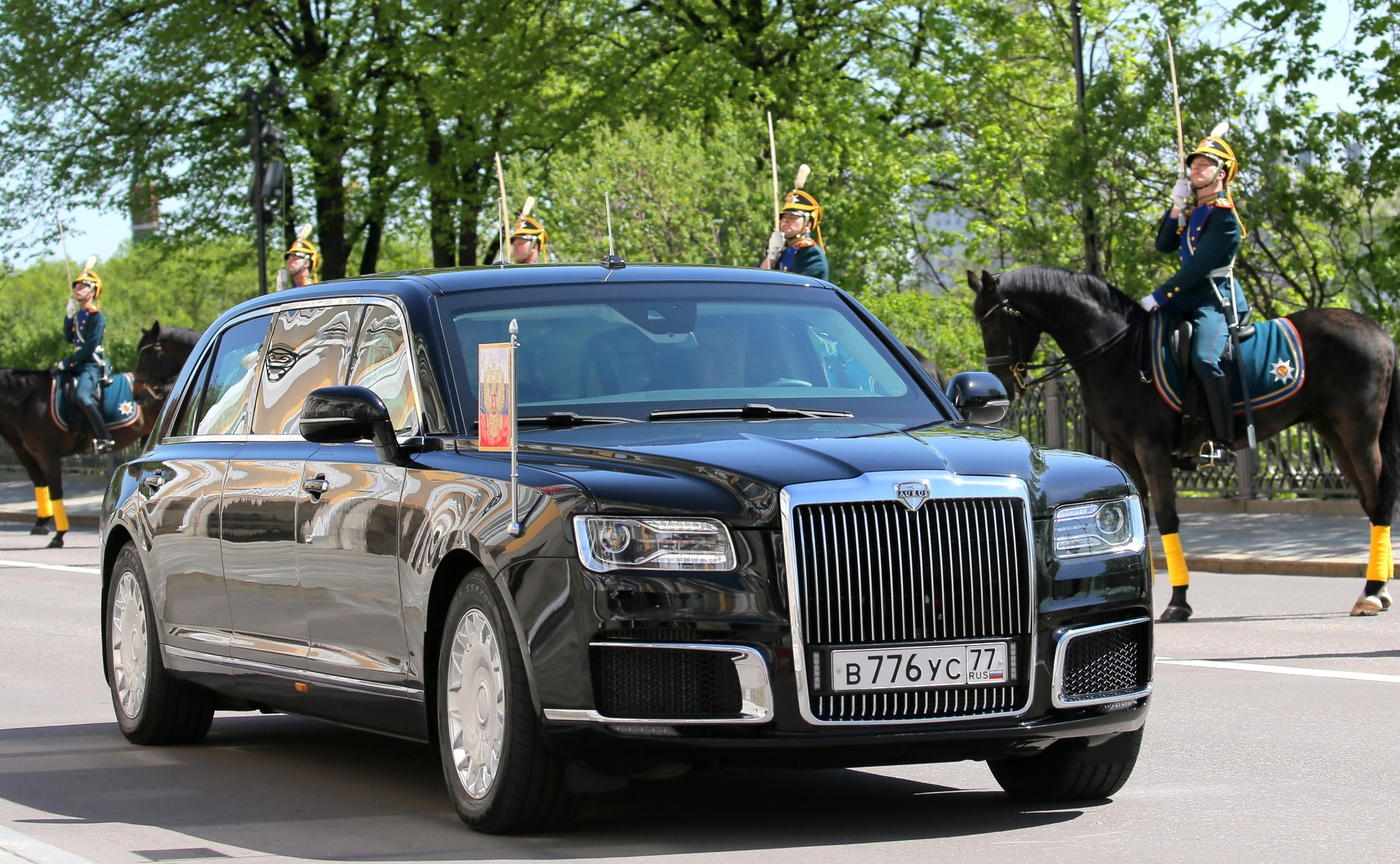
Presidentens tjänstebil, Arus Senat.
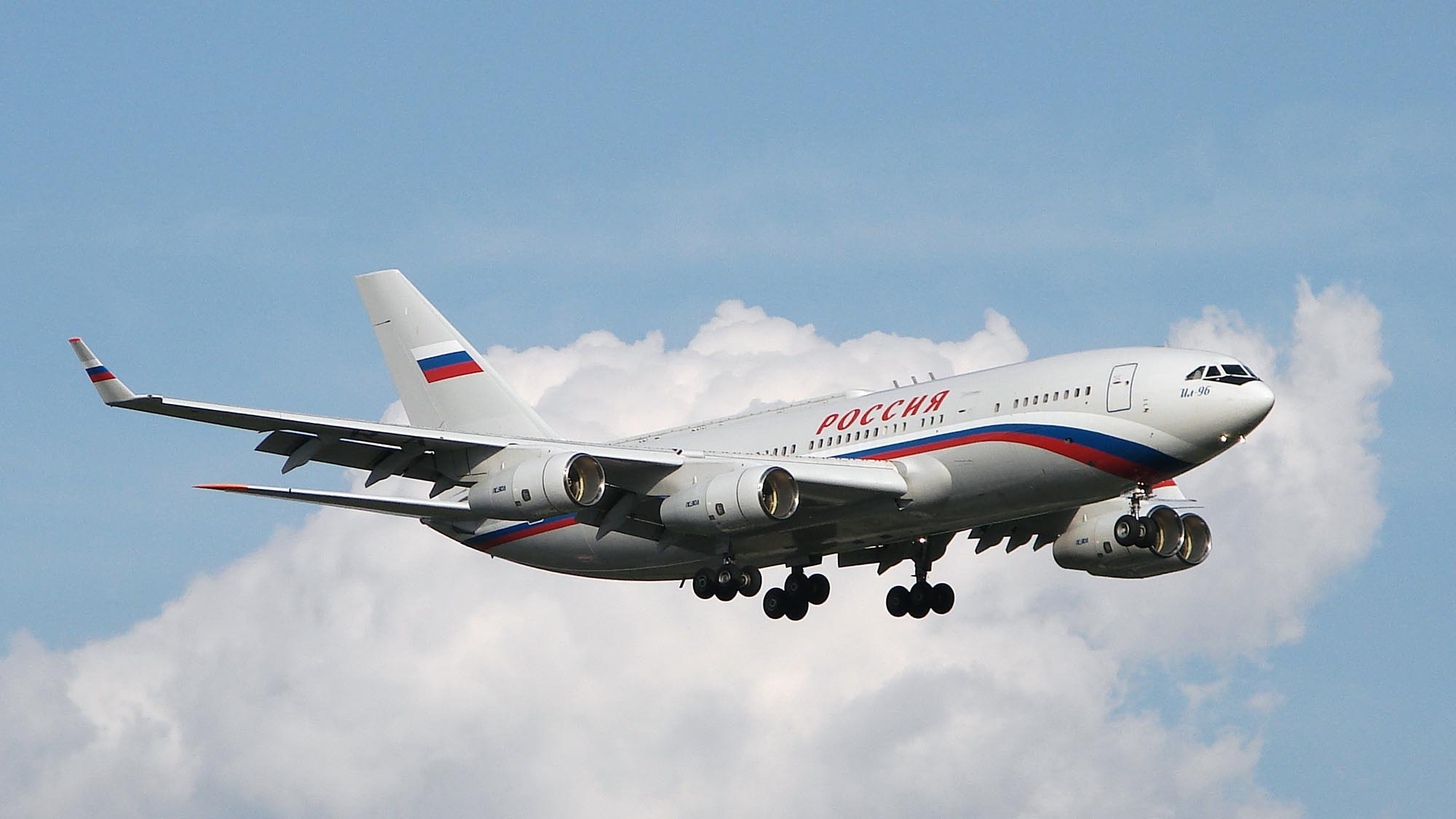
Presidentens flygplan, Ilyushin Il-96-300PU, ankommer Vnukovos internationella flygplats för landning, bild från 2008.
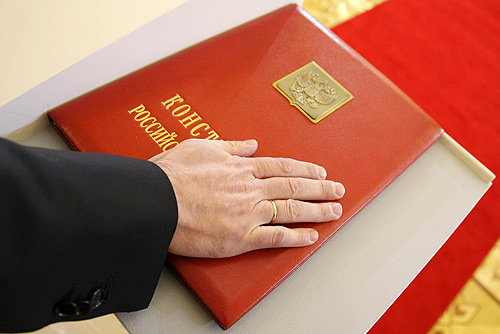
Dmitrij Medvedev lägger sin hand på exemplaret av konstitutionen som används vid svärande av ämbetseden under presidentinstallation, 7 maj 2008.
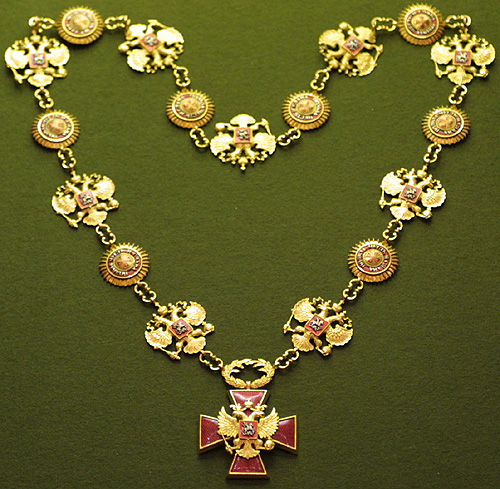
Presidentens ämbetskedja.
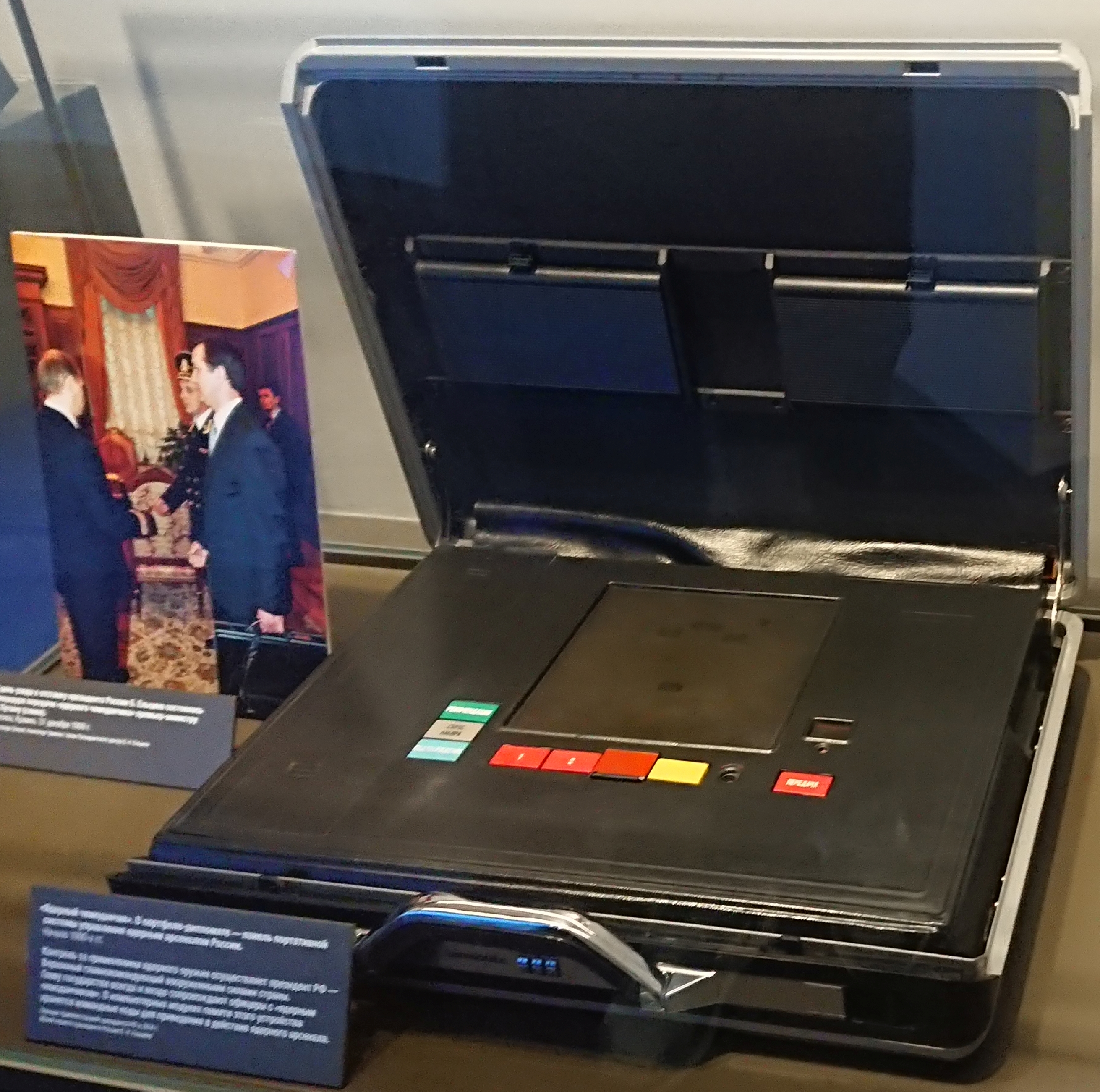
Tjeget, väska från 1990-talet för att bemyndiga användning av Rysslands kärnvapen.[4] Utställd i Boris Jeltsins presidentcenter i Jekaterinburg.